# Hey Brother

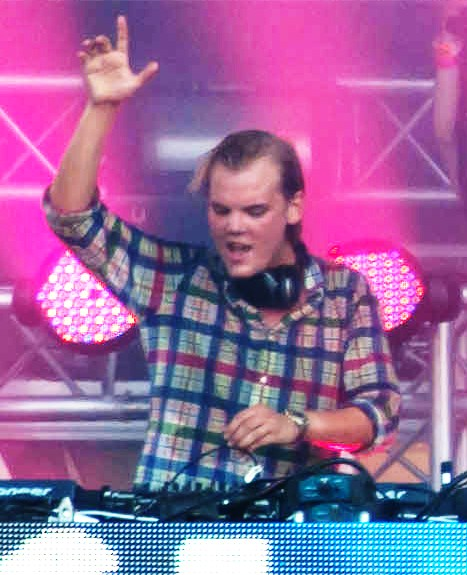
Avicii

„Hey Brother“ je taneční skladba švédského DJ a producenta Aviciiho z jeho debutového alba True (2013). V této skladbě zpívá americký bluegrassový zpěvák Dan Tyminski. Avicii se podílel na této skladbě společně s Ashem Pournouri, Salem Al Fakirem a Vincentem Pontarem. Skladba byla jako singl vydána 28. října 2013.

## Videoklip
Oficiální hudební klip byl představen 9. prosince 2013. Klip znázorňuje dva chlapce vyrůstající v době války v Americe. V klipu se střídají obrázky a videa z vietnamské války. Na konci klipu se ukazuje, že mladší chlapec představuje svého otce (který zemřel ve válce ve Vietnamu) jako staršího bratra, kterého nikdy neměl. Má dva syny, starší chlapec je Zach Voss, mladší chlapec Jack Estes.